# Salem (Zigarettenmarke)

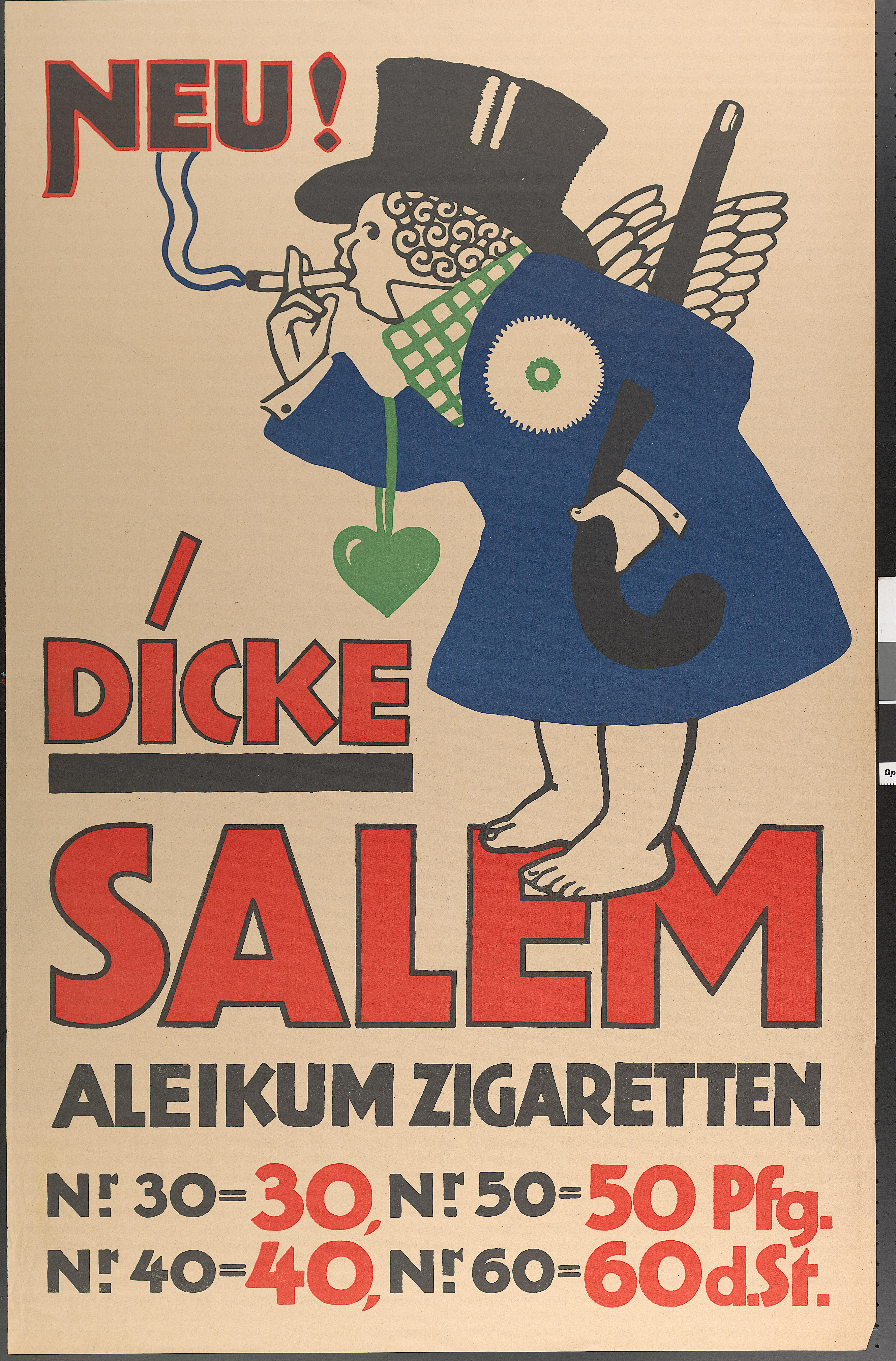
Werbung um 1920

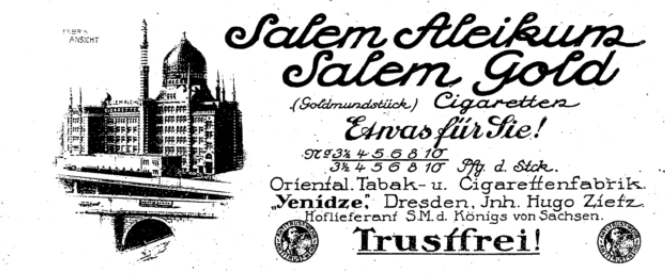
Werbung der Orientalischen Tabak- und Cigarettenfabrik Yenidze 1913

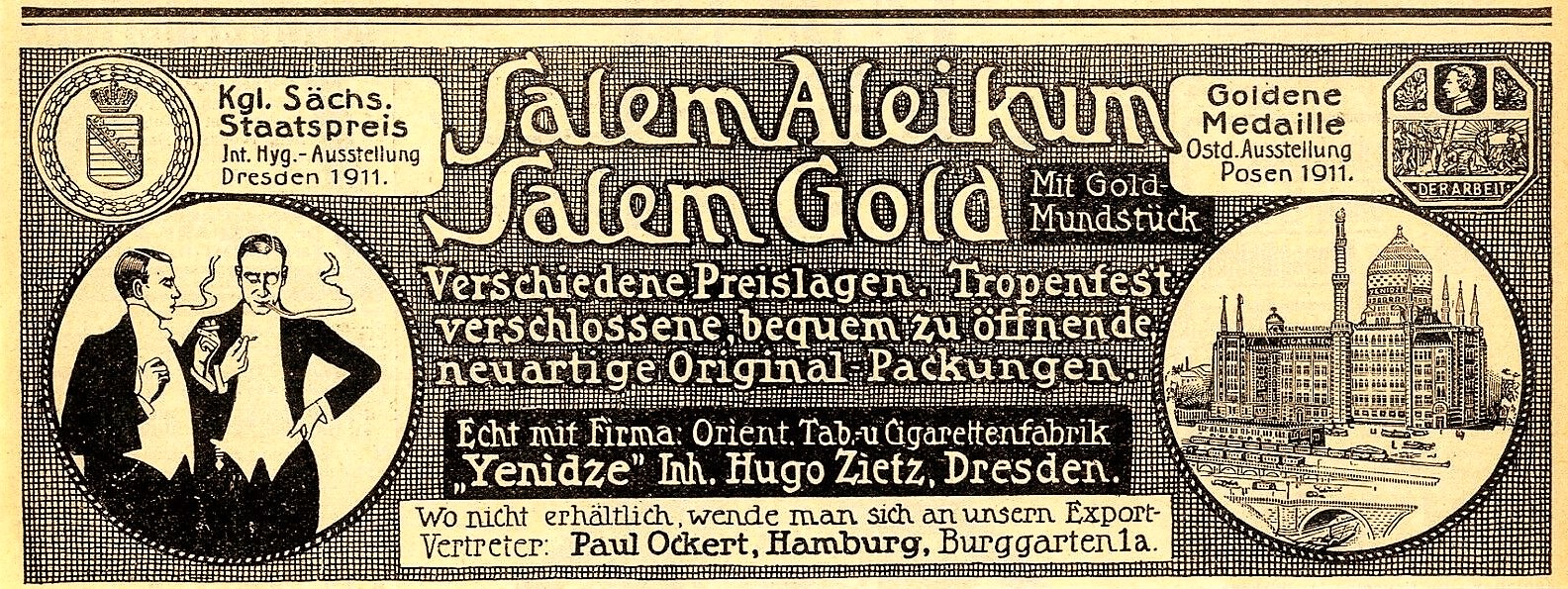
Werbung der Orientalischen Tabak- und Cigarettenfabrik Yenidze um 1915

Salem und Salem Aleikum sind Wortmarken für Zigaretten, die zuerst im frühen 20. Jahrhundert von der Orientalischen Tabak- und Cigarettenfabrik Yenidze in Dresden verwendet wurden. Es handelte sich um ausschließlich filterlose Zigaretten. Der Begriff Salem lehnt sich dabei an den arabischen Gruß As Salamu Aleikum an und sollte auf die für diese Zigaretten verarbeiteten orientalischen Tabake hinweisen.

## Geschichte
1886 gründete Hugo Zietz (1853–1927) in Dresden die Orientalische Tabak- und Cigarettenfabrik Yenidze, benannt nach einem Ort im früheren Osmanischen Reich, aus dem er einen Großteil des Tabaks bezog. Bekannt wurde das Unternehmen auch durch seinen von 1908 bis 1909 ausgeführten Fabrikneubau Yenidze, der an eine islamische Moschee erinnert. Zietz produzierte von der Unternehmensgründung bis 1925 folgende Sorten:
- Salem Aleikum (ovale Form):  No. 3½ (rot), No. 4 (grün), No. 30, No. 40, No. 50, No. 60
- Salem Gold (runde Form): extra mild, No. 3½ (rot), No. 5 (gelb), No. 50, No. 60, No. 80, No. 100, Cavalier, Cabinet, Auslese
- Salem Lucullus: No. 5 (gelb)
- Salem Brillant
- Salem No. 6, Salem No. 8 sowie Salem No. 10

Die Höhe der Nummer bestimmte gleichzeitig die Stärke und Tabakmischung der Zigarette sowie ihren Preis. Die No. 3½ war eine der mildesten Zigaretten und kostete pro Stück 3½ Pfennig, die Salem Gold No. 10 war eine der stärksten Zigaretten und kostete pro Stück 10 Pfenning. Darüber hinaus bestimmte die Nummer auch die Qualität. Zietz vermarktete Zigaretten bis No. 5 als Konsum-Qualitäten und ab No. 6 als Luxusqualitäten. Die Zigaretten der Sorte Salem Gold Cavalier kosteten pro Stück 100 Pfennig, Cabinet 150 Pfennig und Auslese 200 Pfennig.
Zur Internationalen Hygiene-Ausstellung in Dresden 1911 erhielt die Orientalische Tabak- und Cigarettenfabrik Yenidze den Königlich Sächsischen Staatspreis für die Sorten Salem Gold und Salem Aleikum. Beide Sorten erhielten im selben Jahr ebenfalls eine Goldene Medaille bei der  Ostdeutschen Ausstellung für Industrie, Gewerbe und Landwirtschaft in Posen.
Seit 1918 war Zietz mit seinem Sortiment Hoflieferant des Königs von Sachsen Friedrich August III. und des Deutschen Kaisers und Königs von Preußen Wilhelm II.
Im Jahr 1925 übernahm der Tabakkonzern Reemtsma die Yenidze und produzierte weiterhin im Dresdner Werk das bisherige Sortiment von Zietz. Nach dem Zweiten Weltkrieg wurde ab 1947 die Produktion im Dresdner Werk durch Reemtsma mit reduziertem Sortiment wiederaufgenommen. Es gab ab dieser Zeit nur noch die beiden Sorten: Salem gelb (ovale Form) und Salem rot (runde Form). Die Zigaretten wurden einige Jahre in der mittlerweile enteigneten Yenidze-Fabrik und ab 1953 im VEB Vereinigte Dresdner Zigarettenfabriken, dem späteren Stammbetrieb des VEB Kombinat Tabak Dresden, hergestellt. 1990 kostete eine Schachtel mit 20 filterlosen Salem gelb oder Salem rot 1,60 Mark und gehörte mit der ebenfalls in Dresden hergestellten Karo zu den preisgünstigsten Zigaretten der DDR.
Bis 2016 stellte die Yenidze Tabak- und Zigarettenfabrik GmbH Hamburg die filterlose Zigarette Salem No. 6. her. Diese Sorte gehörte zu Reemtsma, dies wurde jedoch nicht auf der Packung angegeben und sie tauchte auch nicht in der Produktpalette von Reemtsma auf. Im Mai 2016 teilte der Reemtsma-Konzern mit, dass man die Produktion der Sorte Salem No. 6 eingestellt habe.

## Trivia
In der DDR kursierte der bekannte Reim: Der Mann von Welt raucht Salem gelb, der Mann in Not raucht Salem rot.

## Gleichnamige Marke der ITG Brands

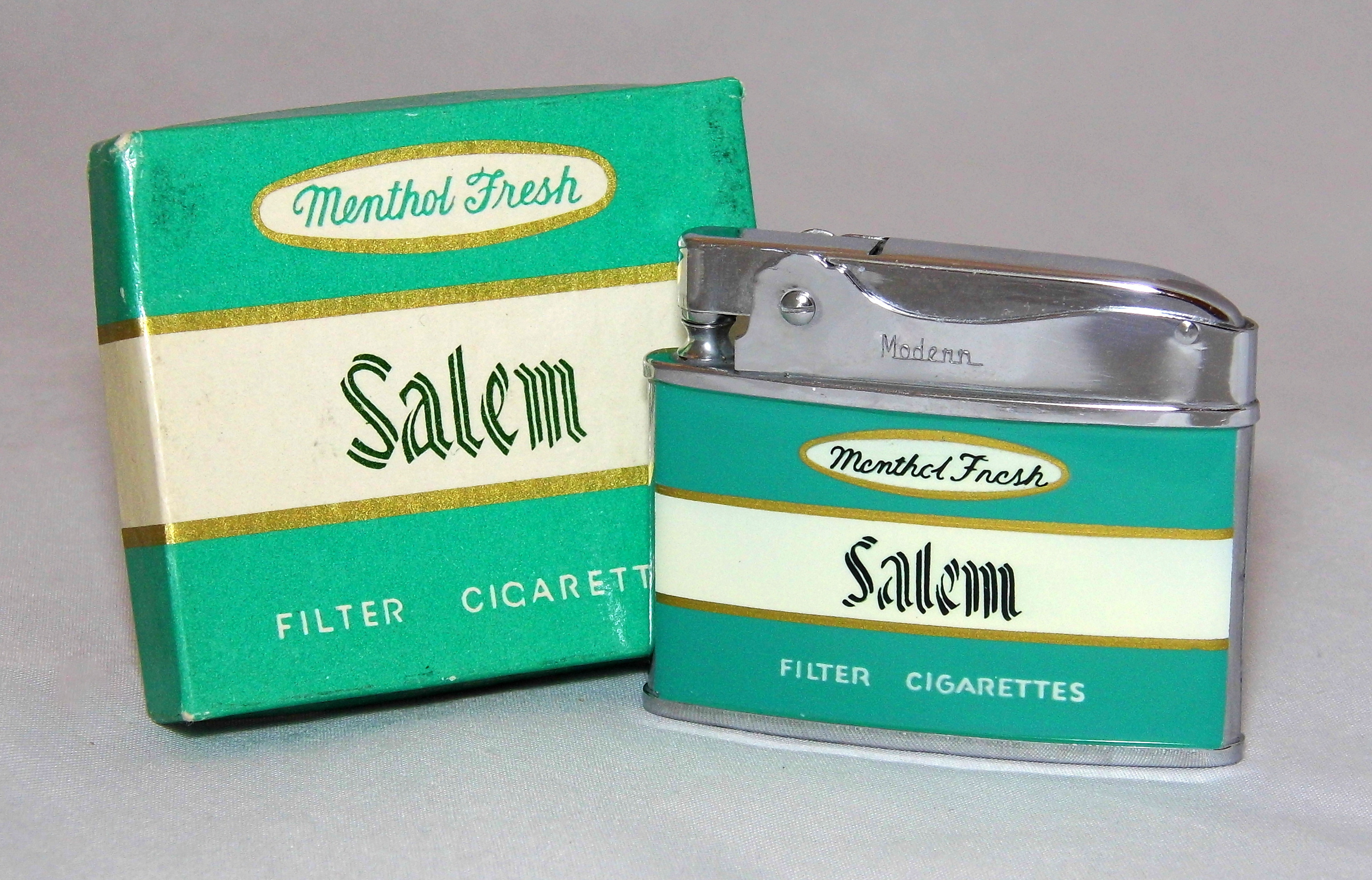

Die R. J. Reynolds Tobacco Company produzierte seit 1956 Salem-Menthol-Filterzigaretten, die nach der Stadt Winston-Salem, dem Hauptsitz des Unternehmens, benannt sind. Auf dem US-amerikanischen Markt werden Salem Green-Label und Salem Black-Label in diversen Light-, Ultralight- und Slim-Versionen angeboten. 2015 wurde die Marke an ITG Brands verkauft. Diesen Zigaretten entspricht auf dem deutschen Markt Reyno. Auf den asiatischen Märkten und in einer anderen Verpackung werden von Japan Tobacco International, die 1999 RJR International (die Nicht-US-Tabakaktivitäten von RJR) übernommen hatten, die Sorten Salem Full Flavor, Salem Lights, Salem Super Lights und Salem One vertrieben. Dies sind ebenfalls ausschließlich Menthol-Filterzigaretten.